# Xavier Blanc
Pour les articles homonymes, voir Blanc (homonymie).
Xavier Blanc est un homme politique français né le 5 août 1817 à Gap (Hautes-Alpes) et mort le 7 juin 1896  à Paris.